# Габриелиньо
Габриелиньо (на английски: Gabrielino) е един от най-малко известните народи на Калифорния, тъй като културата им изчезва доста преди да започнат етнографските изследвания. По времето на контакта с испанците през 1769 г. Габриелиньо живеят в един от най-богатите райони на Южна Калифорния, района на Лос Анджелис и окръг Ориндж, както и на близките острови Санта Каталина, Сан Клементе и Сан Николас. Грубо територията, която заемали се простирала по крайбрежието от Алисо Крийк на юг до Топанга Крийк и долината Сан Фернандо на север. Във вътрешността границата достигала до днешния Сан Бернардино. Тази територия била изключително богата на природни ресурси, включвайки различни екологични зони като планини, равнини, крайбрежни долини и мочурища. Заради природното богатство на този район, Габриелино са били едно от най-проспериращите и едно от най-големите народи, чието влияние достигало чак до йокутите в долината на Сан Хоакин, до река Колорадо на изток и до Баха Калифорния на юг.

## Език
Език говорен от хората Габриелиньо е класифициран към групата Купан на подсемейството Такик на Юто-ацтекското езиково семейство. Според Джеймс Пийбоди Харингтън езикът им се състоял от 4 диалекта:
1.	Габриелиньо, говорен в областта на днешния Лос Анджелис
2.	Фернанденьо, в долината Сан Фернандо
3.	Санта Каталина
4.	Сан Николас
Според Алфред Крьобер диалектите са били 6, но вероятно е имало и други базирани на географско разделение или на социалното и културно смесване със съседни племена.

## Име
Имената Габриелиньо и Фернанденьо се отнасят до двете основни испански мисии съсдадени в земите им, Сан Габриел и Сан Фернандо. Именно в тези две мисии са били включени почти всички Габриелиньо по време на испанското присъствие. Габриелиньо от района на Лос Анджелис наричали себе си „Куми’вит” от куми – изток. Така са споменати и от Фернанденьо,
които Габриелиньо наричали „Пасе’куарум (от пасе’кна името на Сан Фернандо). Испанското групово име за Габриелиньо за първи път е споменато като Габриленьос и оттогава то се прилага към населението в областта на Лос Анджелис. Друг правопис е Габриеленьо. Други имена адресирани към тях са Киж, Тобикарс и Тумамкамалум (от дума на Луисеньо тума’мик – север), въпреки че „северняци“ в езика на Луисеньо е тумамкаучум. От 1990-те потомците им все по-често предпочитат да се наричат Тонгва. Името Тонгва е споменато за първи път от Клинтън Харт Мериам през 1903 г., съкращавайки името на едно от селата им – Товискангна Хе.

## Население
Вероятно е имало между 50 и 100 техни села, всяко с население между 50 и 100 души по времето на контакта с испанците или около 5000 души общо. По-късните справки дават много ниски нива на населението им, дължащо се главно на масовото измиране и включването им в испанските мисии. Днес потомците им са около 1700.

## Култура
Подобно на чумашите, техните съседи на север и на запад, Габриелиньо навлизали в океана, за да ловят риба и да ловуват морски бозайници. Строели големи канута, наричани „таат“, с които плавали по крайбрежието и търгували надалеч. Мъжете ловували, ловяли риба и помагали при събирането на диви растителни храни, особено на жълъдите. Те още се занимавали с търговия и ръководели церемониалния и политически живот. Жените събирали и обработвали растителните и животински храни, изработвали кошници и облекло, и се грижели за децата и дома.
Татуирането било обичайна практика. В началото на пубертета момичетата татуирали челата и брадичката си. Възрастните жени татуирали областта от очите до гърдите, а мъжете татуирали вертикални или хоризонтални ивици на челата си. Мъжете носели косата си дълга, разделена по средата и вързана на плитка падаща отзад по гърба. Плитката била завивана нагоре и закрепяна на главата с тръстика или кост. Жените също носели дълга косата си, с бретон и свободно падаща. Често била украсена с цветна лента. За да се предпазват от паразити често и двата пола мажели косата си с глина. Когато жена била в траур отрязвала косата си. Строго спазвали ежедневното къпане. Мъжете и децата обикновено ходели голи, а жените с престилки от кора от върба или топола, или от еленова кожа. В студеното и влажно време носели шапки от еленова кожа, заешка кожа или от птича кожа заедно с перата. Повечето ходели боси, но в някои области използвали санадали от юка. През нощта наметала от еленови или заешки кожи се използвали като одеяла. По островите и по крайбрежието се използвали и други животински кожи за същата цел. Ритуалните им костюми били украсени с декорация от мъниста, черупки, кожи и пера.
Основното жилище представлявало кръгла куполовидна постройка покрита с туле, папрат или каризо. При групите по крайбрежието входът бил откъм морето. Домът бил доста голям и в него живеели 3-4 семейства. Други постройки в селото били къща за изпотяване, която била доста по-малка от дома с полукръгла форма и покрита с пръст, менструална колиба за жените по време на месечния им цикъл и церемониално заграждение, което било свързано с култа Чингичнгиш.
Нищо не е известно за социалната им организация, но се предполага, че е била подобна на другите Такик говорещи хора в Южна Калифорния. Изглежда е имало йерархично разделение на обществото начело с елит (със специален език), средна класа и всички останали. Някои лица притежавали недвижими имоти, чиито граници били маркирани с пръти със знака на собственика. Този знак бил еквивалент на името на собственика.
Селото или малкото племе било политически автономно и съставено от нелокални родове. Всеки род имал свой лидер. Доминиращият лидер бил вожд на селото. Често няколко села се съюзявали под ръководството на един вожд. Поста бил наследствен и се предавал на най-големия син, но той трябвало да получи и одобрението на общността. Вождовете понякога имали повече от една жена. Основни задължения на вожда били да ръководи общността, да следи за солидарността и благоденствието и да пази свещеният пакет. За да се справя с тези задължения вожда имал няколко помощници. Други хора, които имали власт в обществото били шаманите. Някои дори имали по-голяма власт от вожда. Шаманите придобивали своите сили директно от свръхестествен сън или видение, често под въздействието на опиата датура.

## История
Според археологическите проучвания, Габриелиньо не са били коренните жители на областта на Лос Анджелис. Предполага се че пристигнали в района около 500 г.пр.н. е. като бавно изместили местните Хокански народи. Габриелиньо установили постоянните си села в плодородните долини и по крайбрежието и постепенно населението им нарастнало. Организирали се в по-големи села и общини разположени на различно разстояние едно от друго, запазвайки социалните, икономическите и религиозни връзки. Около 500 г. започнало диалектното им разделяне. Крьобер смята, че културата на историческите Габриелиньо се е зародила около 1200 г. и процъвтявала до малко преди идването на белите. За първи път срещнали испанците още през 1542 г., когато Хуан Родригез Кабрило стъпил на тяхна земя. Следващото посещение на испанците е през 1602 г., но едва през 1769 г. започнала истинската колонизация. Били изпратени експедиции да намерят подходящи места за изграждането на мисии и през 1771 г. били построени 4 мисии като племето било включено в двете основни и най-големи, Сан Габриел и Сан Фернандо. Новите заболявания, недохранването и непосилният труд в мисиите драстично съкратили населението им и до 1900 г. изчезват като отделна културна група.